# Mailworxs
mail alliance ist eine Marke der mailworXs GmbH mit Sitz in Würzburg. Die mail alliance ist ein überregionales Netzwerk regionaler privater deutscher Postunternehmen. Die mail alliance ist spezialisiert auf den deutschlandweiten Versand briefkastenfähiger Post- und Briefsendungen aller gängigen Formate wie Warensendungen (trackbare E-Commerce-Warensendungen), Mailings (Infopost/Dialogpost), Flyer, Coupons, Geschenkkarten, Kataloge und Pressesendungen.

## Geschichte
Die Gründung des in Würzburg ansässigen Verbundes erfolgte am 19. Januar 2010, der Geschäftsbetrieb wurde am 25. Januar 2010 aufgenommen.
Die mail alliance hat vor allem die Funktion, die einzelnen Dienstleister zu koordinieren. Sie tritt nach außen weiterhin unter den eingeführten Marken der dem Netzwerk angeschlossenen regionalen Postdienstleister auf. Es sind vier Verteilzentren (HUBs) eingerichtet. Alle Partner der mail alliance nutzen ein einheitliches IT-System, um identische Qualitätsstandards und zugesicherte Laufzeiten bieten zu können. Die internen Verrechnungspreise für die Zustellpartner sind fix, werden in regelmäßigen Zeiträumen überprüft und im Bedarfsfall an die wirtschaftlichen Gegebenheiten angepasst. Großkunden erhalten individuelle Preise, die nach Sendungsmenge und Versandvolumen kalkuliert werden. Vorteil der mail alliance ist, dass die regionalen Postdienstunternehmen nunmehr einen kostengünstigen überregionalen Versand briefkastenfähiger Sendungen anbieten können. Durch die Vernetzung der Zustellenunternehmen sowie deren Einspeisung von Sendungen in das Netzwerk und der gegenseitigen Zustellung von Sendungen wird die Zustellstruktur jedes einzelnen Zustellpartners besser ausgelastet.
Postcon beantragte Anfang Dezember 2016 die Übernahme der Mehrheit an der PIN Mail AG sowie am bundesweiten Briefnetzwerk mail alliance beim Bundeskartellamt. Bislang war Postcon an beiden Gesellschaften in einem Joint Venture mit der Holtzbrinck Publishing Group gleichberechtigt beteiligt.
Im Januar 2021 übernahm ein Konsortium aus drei führenden regionalen Verlagsgruppen sowie der PIN AG Berlin die Mehrheit an der mailworXs GmbH von der Postcon National GmbH. Der jeweilige Gesellschafteranteil beträgt 20 Prozent.

## Gesellschafter der mail alliance
- FUNKE Mediengruppe (Essen)
- MADSACK Mediengruppe (Hannover)
- Mediengruppe Pressedruck (Augsburg)
- PIN AG (Berlin)
- CITIPOST-Verbund (Hannover)
- Deutscher Versand Service GmbH (Ratingen)

Insgesamt sind derzeit rund 90 Briefzustellunternehmen in der mail Alliance zusammengeschlossen.